# Hecalus nigrafasciatus
Hecalus nigrafasciatus är en insektsart som beskrevs av Beamer 1938. Hecalus nigrafasciatus ingår i släktet Hecalus och familjen dvärgstritar. Inga underarter finns listade i Catalogue of Life.